# Rman
Rman (znanstveno ime Achillea) je rod kritosemenk iz družine nebinovk, v katerega uvrščamo približno 85 danes živečih opisanih vrst. Kot pri ostalih nebinovkah imajo predstavniki cvetove v koških - glavičastih socvetjih, ki so nadalje združeni v gosto češuljo. Za rmane konkretno pa je značilno, da je venec jezičastih cvetov bolj ali manj okrogel, listi pa so pernato deljeni in na steblu nameščeni premenjalno. Koški so majhni. Cvetovi so lahko beli, rumeni, oranžni, rožnati ali rdeči.
Predstavniki rastejo v Evropi in v območjih Azije z zmernim podnebjem. Nekaj vrst raste tudi v Severni Ameriki.
Rod je dobil znanstveno ime po grškem mitološkem junaku Ahilu, ki naj bi sodeč po Iliadi z rmanom zdravil rane svojih vojakov. Linne, ki je rod opisal, je uporabil tradicionalno ime, ki so ga hortikulturisti prevzeli iz grščine. Nekatere vrste so znane po svojem zdravilnem delovanju, zaradi česar se uporabljajo v ljudskem zdravilstvu, druge pa gojijo kot okrasne rastline.

## Vrste
Opisanih je približno 85 vrst rmanov. V Sloveniji so slabo poznani, tu rastejo po zdaj znanih podatkih naslednje vrste:
- črnikasti rman (Achillea atrata)
- planinski pelin (Achillea clavenae) - ime pelin je dobil po listih, ki so bolj podobni listom pelina
- rumeni rman (Achillea filipendulina)
- pehtranov rman (Achillea ptarmica)
- nazobčani rman (Achillea distans)
- togi rman (Achillea stricta)
- navadni rman (Achillea millefolium)
- panonski rman (Achillea pannonica)
- ščetinastolistni rman (Achillea setacea)
- rožnatobeli rman (Achillea roseoalba)
- hribski rman (Achillea collina)
- žlahtni rman (Achillea nobilis)
- zelenkasti rman (Achillea virescens)